# Mahmut Bilir
Mahmut Bilir (* 15. Mai 1994 in Ankara) ist ein türkischer Fußballspieler.

## Karriere
Bilir kam in Çankaya, einem Stadtteil von Ankara auf die Welt. In Ankara begann er mit dem Vereinsfußball in der Jugend von Gençlerbirliği Ankara. Im April 2012 erhielt er hier einen Profivertrag und absolvierte am nachsaisonalen Spor-Toto-Pokal drei Partien. Zur Saison 2012/13 wurde er an den Zweitverein von Gençlerbirliği, an den Viertligisten Hacettepe SK ausgeliehen. Dieser Leihvertrag wurde drei weitere Male um jeweils eine Saison verlängert. In der Saison 2013/14 erreichte er mit seinem Verein die Play-off-Sieger der TFF 3. Lig und Aufstieg in die TFF 2. Lig.
Zur Saison 2016/17 kehrte er zu Gençlerbirliği zurück.

## Erfolge
Mit Hacettepe SK
- Play-off-Sieger der TFF 3. Lig und Aufstieg in die TFF 2. Lig: 2013/14